# Labeotropheus fuelleborni
Labeotropheus fuelleborni là một loài cá nước ngọt trong họ Cichlidae. Loài này có ở Malawi, Mozambique, và Tanzania. Môi trường sống tự nhiên của chúng là hồ nước ngọt.

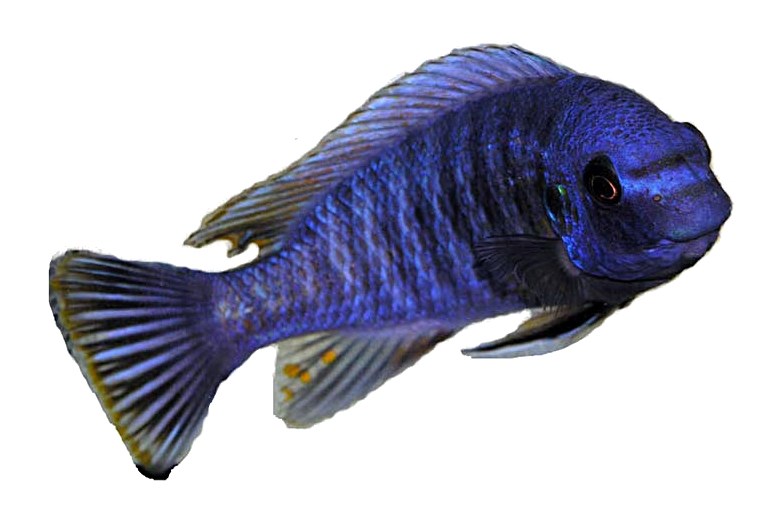
Con đực Labeotropheus fuelleborni